# Музей истории железной дороги в Ченстохове
Музей истории железной дороги в Ченстохове — музей, в котором собраны документы, оборудование и элементы оборудования польских железных дорог.
Музей расположен на первом этаже здания железнодорожного вокзала Ченстохова-Страдом. Он был основан в 2001 году. В экспозиции имеются железнодорожные лампы, колёса, мундиры, документы, карты, фотографии и много прочих предметов железнодорожного оборудования.

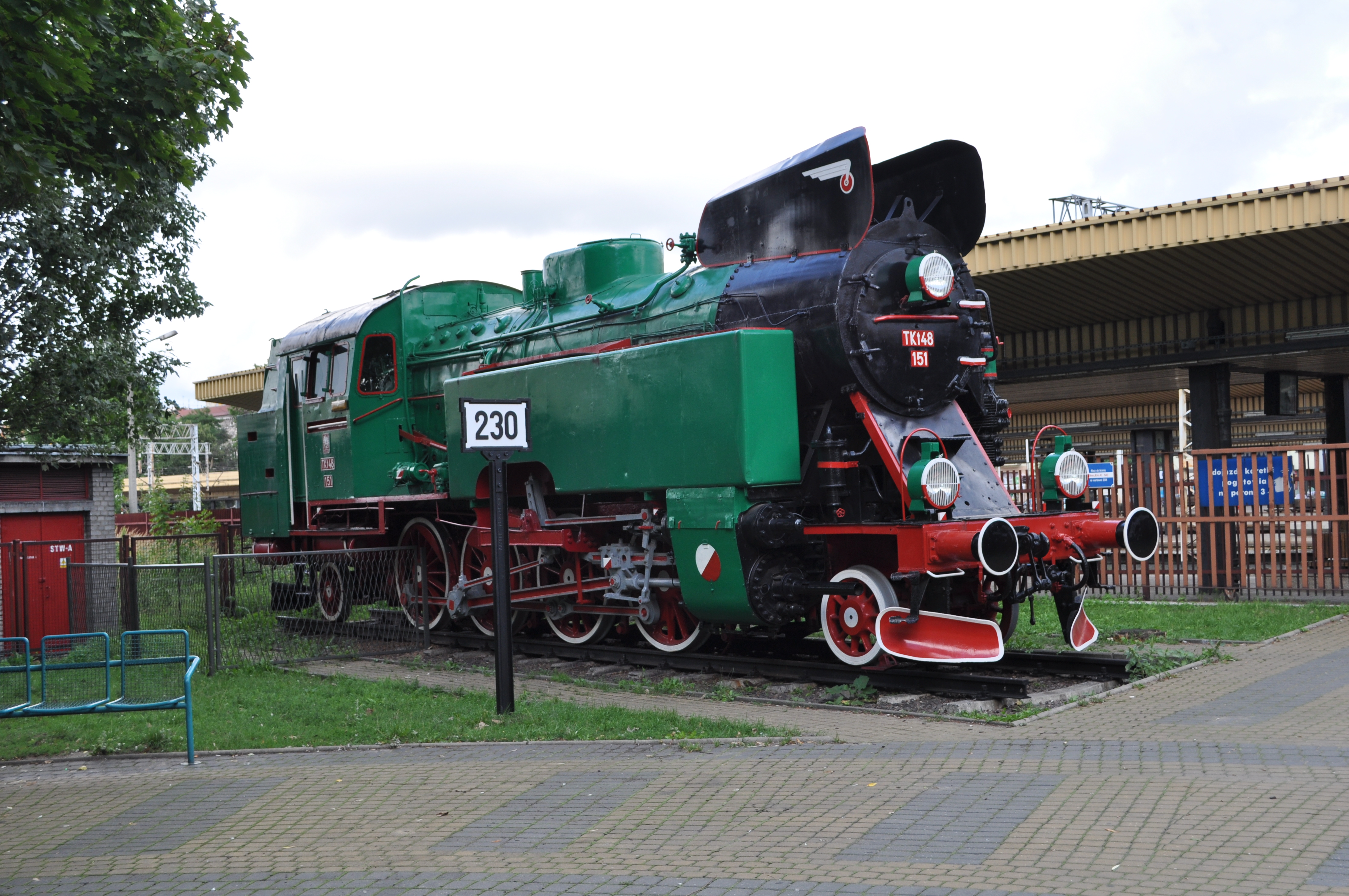
Паровоз TKt48-151 на станции Ченстохова Особова

Под опекой музея находятся также две старых паровоза - паровоз TKt48-151 (стоит на вокзале Ченстохова Особова), и паровоз Ol49-20 (стоит в районе депо).
С 19 октября 2006 года Музей истории железной дороги находится в маршруте  «Путь памятников техники силезского воеводства».